# Премия Бойяи
Премия Бойяи (англ. János Bolyai International Award for Mathematics) — международная математическая премия Венгерской академии наук. Носит имя венгерского математика Яноша Бойяи. На церемонии вручения премии 2010 года присутствовали представители Международного математического союза, Европейского математического общества и Венгерской академии наук.
Премия основана в 1902 году и вручалась дважды до Первой мировой войны, из-за начала войны третье награждение в 1915 году не состоялось. Награда вручалась учёному, оказавшему наибольшее влияние на развитие математики за последние 25 лет, и составляла 10 тысяч крон.
Возрождена в 1994 году, награждения проводятся с 2000 года раз в пять лет. Премия присуждается за лучшие монографии в области математики за последние 15 лет и включает в себя 25 тысяч долларов и бронзовую медаль.

## Награждённые учёные
| Год  | Лауреат премии            | За какие работы |
| ---- | ------------------------- | --- |
| 1905 | Пуанкаре, Анри            | По совокупности работ |
| 1910 | Гильберт, Давид           | По совокупности работ |
| 2000 | Шелах, Сахарон            | Монография Cardinal Arithmetic (1994) ISBN 978-0-1985-3785-4                                                                |
| 2005 | Громов, Михаил Леонидович | Монография Metric structures for Riemannian and non-Riemannian spaces (1999, переиздания 2001, 2006) ISBN 978-0-8176-4583-0 |
| 2010 | Манин, Юрий Иванович      | Монография Frobenius manifolds, quantum cohomology, and moduli spaces (1999) ISBN 978-0-8218-1917-3                         |
| 2015 | Саймон, Барри             | Монография Orthogonal polynomials on the unit circle. Part 1. Classical theory (2005) ISBN 978-0-8218-3446-6                |
| 2020 | Тао, Теренс               | Монография Nonlinear Dispersive Equations: Local and Global Analysis (2006), ISBN 978-0-8218-4143-3, совокупность работ.    |